# TV Bensberg
Der Turnverein Bensberg 01 ist ein deutscher Sportverein aus dem Bergisch Gladbacher Stadtteil Bensberg, der 1901 zunächst als reiner Turnverein gegründet wurde. Neben zahlreichen Breitensportangeboten sind vor allem die Abteilungen Basketball und Rhönradturnen überregional bekannt.

## Geschichte
Der Turnverein Bensberg wurde 1901 von Schülern gegründet. Lange Zeit war vor allem diese Abteilung das Herzstück des Vereines und Gruppen des Vereins nahmen an zahlreichen überregionalen Turnwettkämpfen und Turnfesten teil.

## Basketball
Die 1975 gegründete Basketballabteilung ist bis heute eines der Aushängeschilder des Vereines und erreichte zahlreiche Erfolge und brachte mehrere National- und Bundesligaspieler hervor.

## Bundesliga und Belkaw BasCats
Die Damenmannschaft stieg 1992 nach langer Zeit in der 2. Liga in die Damen-Basketball-Bundesliga auf. Hier erreichte sie unter anderem einmal das Halbfinale zur deutschen Meisterschaft (1995) sowie 1996 das Halbfinale des deutschen Pokals. Nachdem zahlreiche Leistungsträgerinnen den Verein verließen (u. a. Sabine Schmiesing, Yvonne Schneeloch, Jutta Vogelgesang und Heike Roth) sah sich der Verein gezwungen 1996 in die 2. Liga abzusteigen. Nach einigen Jahren der Zweitklassigkeit und einer kompletten Runderneuerung der Mannschaft bei der insbesondere auf die Jugendspielerinnen um Corry Berger zurückgegriffen wurde, wurde 2001 unter Regie von Trainer Gary Williams erneut der Aufstieg in die 1. Bundesliga geschafft. Die darauffolgende Saison war gekennzeichnet von den Abgängen (u. a. Corry Berger), sodass man ohne einen einzigen Sieg sportlich abstieg. Aufgrund des Rückzugs von Goldzack Wuppertal durfte man jedoch in der Saison 02/03 weiter in der Bundesliga spielen. In den folgenden Jahren etablierte man sich in der Bundesliga, auch mit Hilfe des Hauptsponsors Belkaw. Nun trat man auch als "RegioBerg BasCats Bensberg" an. Der größte Erfolg dieser Zeit war wohl das Erreichen des Final Four im Pokal, bei dem man aber nach zwei Niederlagen nur Platz 4 belegte.
2006 gab die Belkaw bekannt ihr Engagement zurückzufahren, daraufhin sah sich die Abteilungsleitung gezwungen die Mannschaft aus der Bundesliga zurückzuziehen. Seitdem spielt sie in der 1. Regionalliga des WBV.
Die 1. Herrenmannschaft des Vereins ist 2008 in die 2. Regionalliga aufgestiegen, musst jedoch nach einer Saison ohne jeden Sieg 2009 gleich wieder absteigen, und spielt seither in der Oberliga.

## Jugendarbeit
Trotz oder gerade wegen der Nähe zu weiteren Bundesligavereinen (Leverkusen, Rhöndorf, Köln, Bonn) ist der TV Bensberg seit Jahren nahezu flächendeckend in den höchsten Jugendligen vertreten. 
Dazu kommen Erfolge bei deutschen Meisterschaften (2. Platz U18w 2003, 3. Platz U16w 2008).
Auf NRW-Ebene gelangen zwei Meisterschaften (U 14m 2001, u. a. mit Philip Schwethelm; U14w, 2007) und 6 Vizemeistertitel (in verschiedenen Altersklassen männlich und weiblich).

## Bekannte Spieler
Zu den bekanntesten Spielern die die Talentschmiede des TV Bensberg hervorgebracht hat, zählen u. a. Corry Berger (50fache Nationalspielerin, Saison 10/11 heli Donau/Ries), Philipp Schwethelm (Nationalspieler, Bundesligaspieler, Saison 11/12 FC Bayern München), Suska Berger (Bundesligaspielerin, Saison 11/12: Wolfenbüttel Wildcats) und Axel Pleuger (Bundesligaspieler). Auch die Rollstuhlbasketballnationalspielerin und Paralympics-Siegerin 2012, Mareike Adermann begann hier mit dem Basketballspiel.
Zudem gingen die (zeitweiligen) Nationalspielerinnen Heike Roth (172 A-Länderspiele), Jutta Vogelgesang (64), Susanne Biemer (5) und Ina Schwabenland (2) zumindest zeitweilig für den TVB in der Bundesliga auf Korbjagd.

## Spielstätten
"Zuhause" ist der TV Bensberg traditionell im Albertus-Magnus-Gymnasium Bensberg an der Kaule. Während der Bundesligazeit wich man zudem in die Steinbreche nach Refrath aus.